# Avenue D (groupe)

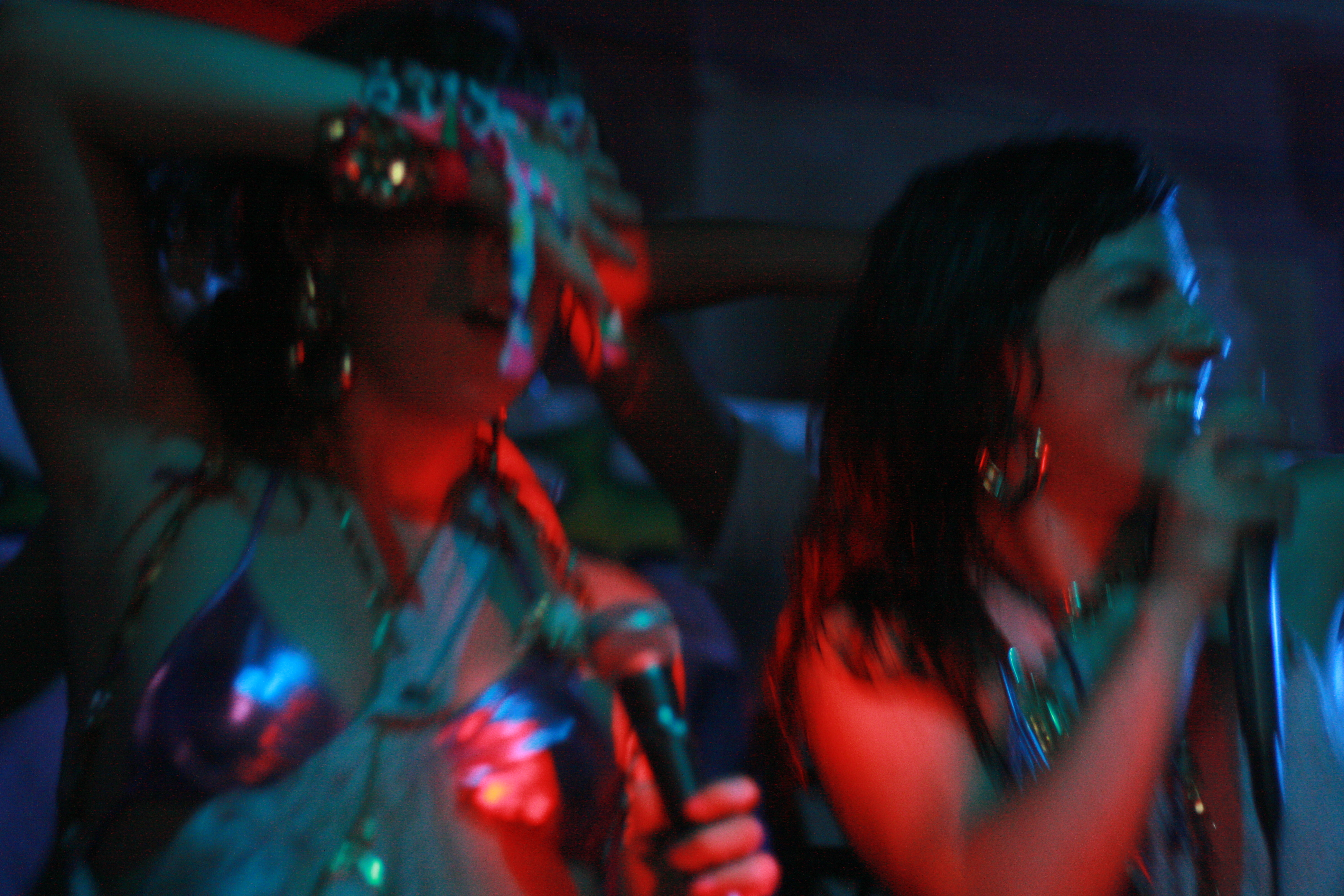
Dernier concert d'Avenue D à New York en décembre 2007.

Avenue D est un duo féminin d'electroclash originaire de Miami, en Floride. Fondé en 2001, il s'est séparé à la fin de l'année 2007. Leur musique est un mélange énergétique, humoristique et sexuellement explicite de rap, d'électro et de new-wave.

## Discographie
- Grade D Beef (2002)
- Bootleg (2004)
- The Sex That I Need/Dancin' (2004)
- Slut? (single, 2004)
- You Love This Ass (single, 2005)
- Do I Look Like a Slut? (Remixes) (single, 2005)
- 2d2f EP (2005)
- As Free as We Wanna Be (2006)
- Eurawesome! (2006)
- Grade D Beef/D Sides Double CD (2008)
- Totally Magic (2008)